# Koninklijke Binnenvaart Nederland

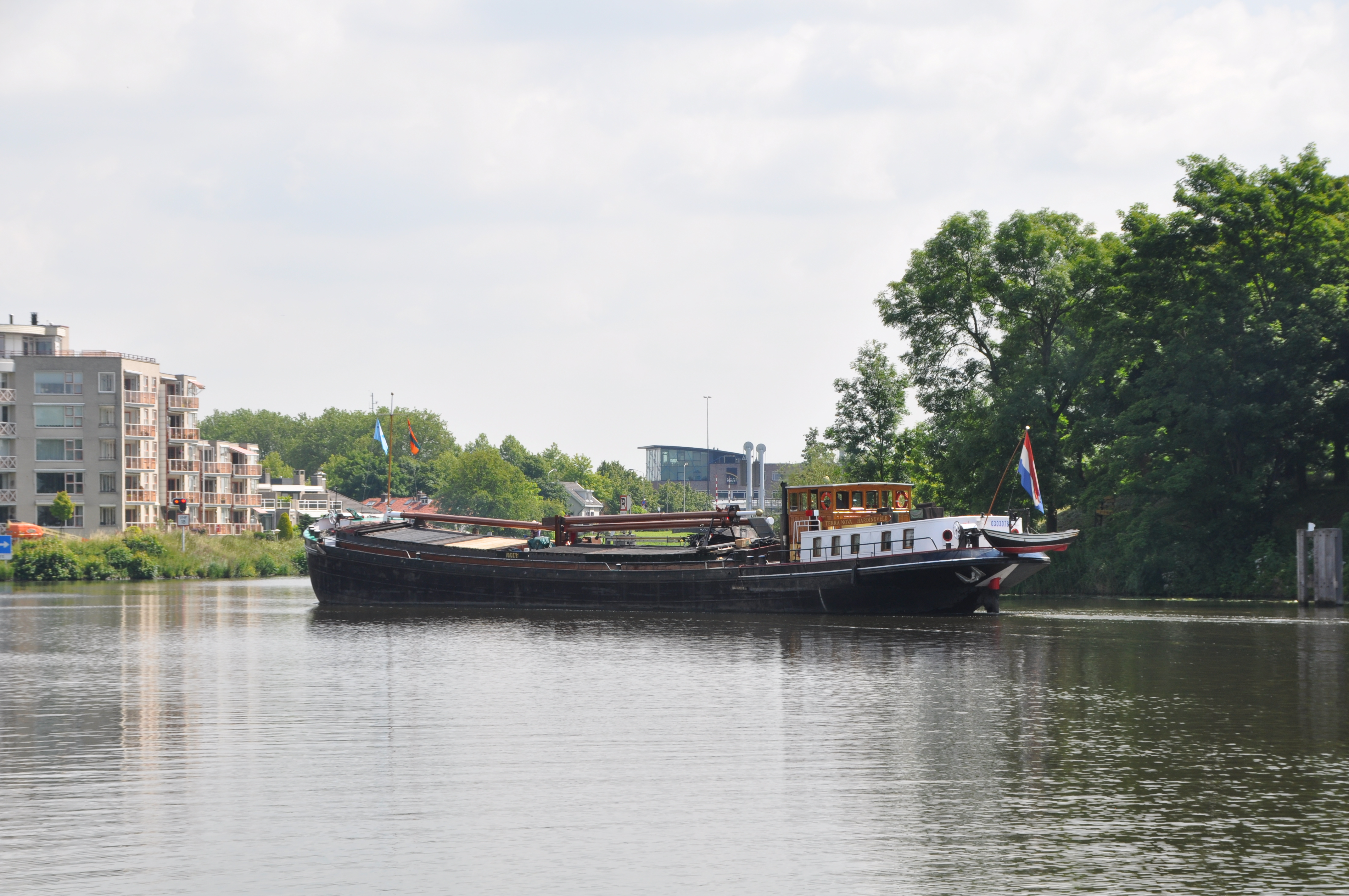
De Terra Nova in Gorinchem

Koninklijke Binnenvaart Nederland is een Nederlandse branchevereniging die beoogt de hele keten van de binnenvaart te organiseren. Daartoe zijn in de organisatie een aantal aparte verenigingen geïntegreerd als ledengroep, zoals de Christelijke Bond voor Ondernemers in de Binnenvaart (CBOB) en SchippersVereniging Schuttevaer (SVS). Leden van Koninklijke Binnenvaart Nederland zijn ondernemers (varende ondernemers, reders, bevrachters, barge operators, aflossers) en verdeelt in verschillende ledengroepen, zoals tankvaart, containervaart, droge lading, duwvaart, personenvervoer, sleepvaart, zand- en grind en nog meer.
Koninklijke Binnenvaart Nederland is een fusie vereniging tussen Koninklijke BLN-Schuttevaer en Centraal Bureau voor de Rijn- en Binnenvaart.

## Geschiedenis
De vanouds sterk verdeelde binnenvaartbranche had daardoor onvoldoende slagkracht. De ministers Camiel Eurlings van Verkeer en Waterstaat en Maria van der Hoeven van Economische Zaken benoemden in 2010 Arie Verberk tot binnenvaartambassadeur. Hij stelde een rapport op waarin hij onder andere opriep tot meer structuur en betere samenwerking, om zo de binnenvaart beter bestand te maken tegen marktfalen. Het leidde op 1 maart 2011 tot de aanstelling van Arie Kraaijeveld als voorzitter van het transitiecomité dat daarmee aan de slag ging.
- 5 september 2013 werd als gevolg van het transitieproces Binnenvaart Logistiek Nederland (BLN) opgericht.
- 3 februari 2014 werd met het in LantarenVenster in Rotterdam gehouden "startevent" de organisatie definitief operationeel.
- 14 april 2014 volgde de volledige integratie in BLN van de Binnenvaart Branche Unie (BBU), een branchevereniging met organisaties zoals de Onafhankelijke Nederlandse Schippersvakbond (ONS), de RK-Schippersbond St. Nicolaas (RKSB), de Vereniging van sleep- en duwbooteigenaren 'Rijn en IJssel' (R&IJ) en de Christelijke Bond voor Ondernemers in de Binnenvaart (CBOB). In de loop van 2012 hadden zich bij deze vereniging al meer organisaties aangesloten, andere hadden zichzelf al eerder opgeheven en hun leden geadviseerd hebben rechtstreeks lid van de BBU te worden. De CBOB hief zichzelf niet op maar werd per die datum als vereniging een ledengroep van BLN.
- 21 mei 2014 integreerde de Vereniging Europese Binnenvaartondernemers (VEB) in BLN als ledengroep duwvaart.
- 14 februari 2015 sloot Koninklijke Schuttevaer een toetredingsovereenkomst tot BLN en werd als vereniging een ledengroep van BLN.
- 3 juni 2015 trad de Vereniging van Scheepsbevrachters en Logistieke Dienstverleners in de Binnenvaart (VSLB) toe.
- 25 maart 2022 werd besloten tot een fusie met het Centraal Bureau voor de Rijn- en Binnenvaart (CBRB).

## Ledengroepen
De organisatie bestaat uit ledengroepen met het gezamenlijk doel de belangen te behartigen van de gehele binnenvaart. Niet alleen van de ondernemingen en ondernemers, maar ook van andere vaarweggebruikers.
- Ledengroep Containeroperators: leden die (lijn)diensten aanbieden voor het vervoer van containers;
- Ledengroep Containervaart: leden die één of meer voor het vervoer van containers bestemde vaartuigen exploiteren;
- Ledengroep Logistieke Dienstverleners Droge Lading: leden die als aanbieder van logistieke diensten actief zijn in het vervoer van droge lading in bulk en/of stukgoederen;
- Ledengroep Kleine Drogeladingschepen: leden die één of meer voor het vervoer van droge lading bestemde schepen met een lengte van minder dan 86 m exploiteren;
- Ledengroep Grote Drogeladingschepen: leden die één of meer voor het vervoer van droge lading bestemde schepen met een lengte van meer dan 86 m exploiteren;
- Ledengroep Tankvaart: leden die als aanbieder van logistieke diensten actief zijn in het vervoer van vloeibare lading en/of één of meer voor het vervoer van vloeibare lading bestemde vaartuigen exploiteren;
- Ledengroep Duwvaart: leden die actief zijn in het vervoer met duwbakken en duwboten;
- Ledengroep Sleep- en Bijzondere Transporten: leden die actief zijn in het vervoer of werkzaamheden met sleep/duwboten, pontons, dekschuiten en/of drijvende bokken;
- Ledengroep Duw- en Sleepvaart: leden die één of meer duwbakken en/of schepen in eigendom hebben en vrachtvervoer en opslag te water aanbieden;
- Ledengroep Zand- en Grindvaart: leden die één of meer voor het vervoer van zand en grind bestemde vaartuigen exploiteren;
- Ledengroep Personenvervoer: leden die één of meer voor het vervoer van personen bestemde vaartuigen exploiteren.

## Ledengroepen CBOB en Schuttevaer
- Ledengroep Christelijke Bond voor Ondernemers in de Binnenvaart

De CBOB komt voort uit de NPCSB, de Nederlandsche Protestantsch-Christelijke Schippersbond, die op 29 juli 1919 in Amsterdam werd opgericht. Initiatiefnemer schipper Jacob Drijfhout van de zeiltjalk Eben Haëzer reageerde daarmee op het wegvallen van de beurtvaartregeling na de oorlog en een dreigende federatie van de Algemene Schippersbond (ASB) en de werknemersvakbond, wat hij en andere schippers niet zagen zitten.
- Ledengroep Schuttevaer

Dit was van oudsher een beroepsorganisatie voor de binnenvaart, niet te verwarren met het Weekblad Schuttevaer. De vereniging was al een ledengroep in de overkoepelende Koninklijke BLN-Schuttevaer. De algemene vergadering besloot 8 juni 2017 dezelfde naam aan te nemen. Binnen Koninklijke Binnenvaart Nederland bundelt deze ledengroep Schuttervaer de belangen op het gebied van nautisch-technische zaken en de vaarweginfrastructuur.

## Bureau
De dagelijkse gang van zaken wordt gevolgd en bijgehouden door een landelijk secretariaat onder leiding van een directeur. Het is gevestigd aan de Scheepmakerij in Zwijndrecht. Het ondersteunt de afdelingen, voert naast de landelijke ledenadministratie ook die voor de ledengroepen en is het centrale informatiepunt. Er werken onder andere beleidsadviseurs op het gebied van:
- Nautisch Technische zaken
- Infrastructuur
- Sociaal
- Onderwijs & Arbeidsmarkt
- Veiligheid & Gevaarlijke Stoffen
- Markt & Logistiek
- Techniek
- Vergroening
- Digitalisering
- Kennisontwikkeling
- Communicatie
- Public affairs
- In de wandeling spreekt men in de binnenvaart van het kantoor of het Binnenvaarthuis.[bron?]